# Repeses
Repeses ist ein Ort und eine ehemalige Gemeinde (Freguesia) im portugiesischen Kreis Viseu. Die Gemeinde hatte 2513 Einwohner (Stand 30. Juni 2011).
Am 29. September 2013 wurden die Gemeinden Repeses und São Salvador zur neuen Gemeinde União das Freguesias de Repeses e São Salvador zusammengeschlossen. Repeses ist Sitz dieser neu gebildeten Gemeinde.